# أنطونيو خيمينيز
أنطونيو خيمينيز (بالإسبانية: Antonio Giménez)‏ هو دراج أرجنتيني، ولد في 25 يونيو 1931.

## وصلات خارجية
- أنطونيو خيمينيز على موقع أوليمبيديا (الإنجليزية)